# Hydropsyche adspersa
Hydropsyche adspersa is een schietmot uit de familie Hydropsychidae. De soort komt voor in het Palearctisch gebied.